# La Vida Sigue Igual
La Vida Sigue Igual este primul album studio al artistului latino-american de origine spaniolă, Julio Iglesias, lansat în anul 1969 de către Columbia Records în format LP-33 1/3 ṣi relansat în anul 1988 în format CD.
Contractul semnat în anul 1969 cu compania Columbia Records, filiala Spania, s-a dovedit un mare succes, concretizat în câștigarea festivalului Benidorm din Spania la 17 iulie 196 , data considerata lansarea mondiala a artistului, cu cântecul La Vida Sigue Igual. 

## Lista cântecelor
- 1.La Vida Sigue Igual {3:35} [1968]
  - Autor: Julio Iglesias
- 2.Tenía una guitarra {3:10} [1969}
  - Autor: Julio Iglesias